# Favolaschia thwaitesii
Favolaschia thwaitesii är en svampart som först beskrevs av Berk. & Broome, och fick sitt nu gällande namn av Carl Ernst Otto Kuntze 1898. Favolaschia thwaitesii ingår i släktet Favolaschia och familjen Mycenaceae.   Inga underarter finns listade i Catalogue of Life.